# 대한민국 1%
"대한민국 1%"는 2010년에 개봉한 대한민국의 영화이다.

## 캐스팅
- 손병호 : 강철인 중사 역
- 임원희 : 왕종팔 하사 역
- 이아이 : 이유미 하사 역
- 김민기 : 김상태 병장 역
- 염우상 : 중대장 역
- 박충선 : 박 상사 역
- 유학승 : 류 상사 역
- 전홍렬 : 북한 장교 역
- 이신성 : 권 상병 역
- 조창근 : 민 일병 역
- 이승학 : 조 일병 역
- 김원석 : 하 이병 역
- 유성안 : 최 병장 역
- 김재홍 : 김 상병 역
- 김범준 : 박 일병 역
- 최제헌  : 최 일병 역
- 최현준 : 1소대 2팀 역
- 최정태 : 1소대 3팀 역
- 동현배 : 2소대 3팀 역
- 김기남 : 2소대 3팀 역
- 이수용 : 3소대 1팀 역
- 하수호 : 3소대 2팀 역
- 최웅 : 3소대 1팀 역
- 유상재 : 2소대장 역
- 기세형 : 수색대 하사 역
- 배상돈 : 수색대 중령 역
- 현원 : 북한 병사 역
- 배중식 : 유미 부 역 (특별출연)
- 임채무 : 해병대 사령관 역 (특별출연)